# キヤノンスペシャル・光の惑星 5000年の旅
『キヤノンスペシャル・光の惑星 5000年の旅』（キャノンスペシャル ひかりのわくせい ごせんねんのたび）は、2004年12月4日・12月5日の2日間、テレビ朝日系列（ANN）で放送されたドキュメンタリー番組である。テレビ朝日では精密機械メーカーキヤノンを協賛スポンサーに迎え、毎年数本程度科学ドキュメンタリー作品を制作しているが、この番組もその一環である。
今回は光をテーマにして、光が私たちの生活に関わる影響とは、光が導き出すからくりとは、光の芸術であるライトアップの秘密のほか、プラネタリウムの開発・運営に携わる青年の密着取材記録を放送した。

## 出演者
- スタジオ司会 - 竹中直人（光の魔術師・ミスタービームとして、光を応用したマジックを披露した）
- レポーター - 国仲涼子（世界各地の光の秘密を求める旅の案内人として出演した）
- ナレーション - 槇大輔

## スタッフ
- 制作 - テレビ朝日、テレビマンユニオン